# Chuí

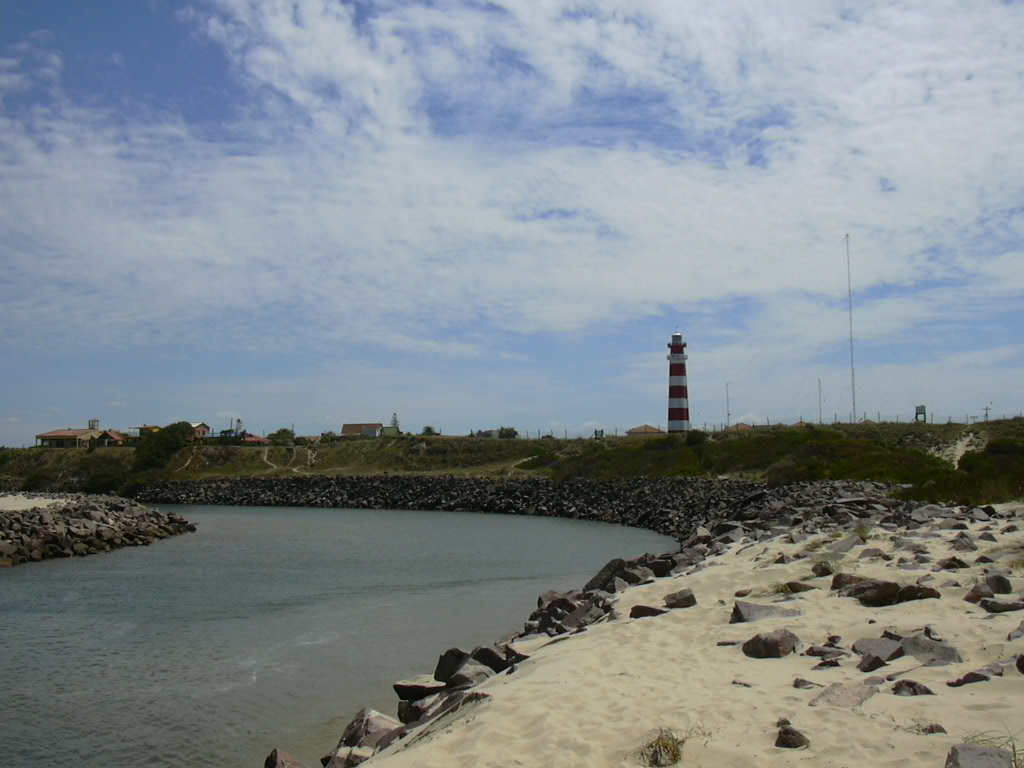

Chuí este un oraș în Rio Grande do Sul (RS), Brazilia.